# Jeremy senza freni!
Jeremy senza freni! (Blurt!) è un film televisivo del 2018 diretto da Michelle Johnston.

## Trama
Jeremy Martin un giovane studente americano, dopo aver subito un incidente usando degli occhiali per realtà virtuale (è caduto in acqua con quelli addosso) non riesce a smettere di dire i suoi pensieri, portandogli una serie di fastidiose conseguenze. Per evitare ciò, cerca di perdere la voce, ma non ci riesce. Racconta a sua sorella Victoria del suo problema, che gli suggerisce di rivolgersi al venditore degli occhiali, nel caso ci sia un modo per capovolgere la situazione. Quando va da lui, il venditore li dà suggerimenti su cosa può fare con la sua nuova "abilità", ma non li dà una soluzione. Decide di candidarsi alla presidenza della sua scuola, il che significa competere con Richie Capris, il più popolare della sua scuola. Per evitare di parlare si è messo del nastro adesivo blu sulla bocca, per evitare di parlare troppo, che è considerata un'ottima idea per dimostrare la propria protesta contro qualcosa, quindi i suoi aderenti decidono di ripetere questa azione. Richie distribuisce fette di pizza gratis durante i discorsi di Jeremy, ma non riesce a respingere i sostenitori di Jeremy. In un dibattito tenuto dalla scuola, Jeremy dà le risposte che aveva sentito da una terza candidata Milly Turkel, però Jeremy sentendosi in colpa per aver rubato le sue idee, confessa la verità e i suoi aderenti decidono di togliersi di bocca il nastro blu, che li contraddistingueva. Dopo questo riceve le congratulazioni da sua sorella e Milly e si rende conto che ora può pensare senza dire i suoi pensieri.

## Produzione
Le sequenze di realtà virtuale presenti nel film sono state sviluppate e create da Entertainment Lab di Nickelodeon, la nuova divisione della rete che guida gli sforzi di ricerca e sviluppo a lungo raggio sulle nuove tecnologie per Nick e il suo pubblico.

## Trasmissioni internazionali
Di seguito altre date di trasmissione:
- Germania: 1 aprile 2018
- Regno Unito /  Irlanda: 6 aprile 2018
- America Latina: 7 aprile 2018
- Australia /  Nuova Zelanda: 16 aprile 2018
- Africa: 28 aprile 2018
- Grecia: 29 aprile 2018
- Francia: 19 maggio 2018

## Accoglienza
Emily Ashby dell'iniziativa statunitense Common Sense Media, che valuta i film principalmente da un punto di vista educativo, premia Jeremi senza freni! tre stelle su cinque. Sebbene il film non abbia la prospettiva di "diventare un classico", offre sia "un solido intrattenimento per la famiglia" che un "messaggio decente sulla fiducia in se stessi".